# Джонатан Акпоборі
Джонатан Акпоборі (англ. Jonathan Akpoborie, нар. 20 жовтня 1968, Лагос) — нігерійський футболіст, що грав на позиції нападника за низку німецьких команд, а також національну збірну Нігерії.

## Клубна кар'єра
Народився 20 жовтня 1968 року в місті Лагос. Вихованець футбольної школи клубу «Юліус Бергер».
1990 року перебрався до Німеччини, де почав дорослу кар'єру виступами за «Саарбрюкен», в якому провів два сезони, взявши участь у 53 матчах чемпіонату. 
Згодом з 1992 по 1997 рік грав у складі команд клубів «Карл Цейс», «Штутгартер Кікерс», «Вальдгоф» та «Ганза».
Своєю грою за останню команду привернув увагу представників тренерського штабу клубу «Штутгарт», до складу якого приєднався 1997 року. Відіграв за штутгартський клуб наступні два сезони своєї ігрової кар'єри. Більшість часу, проведеного у складі «Штутгарта», був основним гравцем атакувальної ланки команди. У складі «Штутгарта» був одним з головних бомбардирів команди, маючи середню результативність на рівні 0,38 голу за гру першості.
Протягом 1999—2001 років захищав кольори команди клубу «Вольфсбург».
Завершив професійну ігрову кар'єру у клубі «Саарбрюкен», у складі якого свого часу починав професійні виступи. Прийшов до команди 2001 року, захищав її кольори до припинення виступів на професійному рівні у 2002.

## Виступи за збірні
1987 року залучався до складу молодіжної збірної Нігерії.
1995 року дебютував в офіційних матчах у складі національної збірної Нігерії. Протягом кар'єри у національній команді, яка тривала 8 років, провів у формі головної команди країни 12 матчів, забивши 4 голи.
У складі збірної був учасником Кубка африканських націй 1992 року у Сенегалі, на якому команда здобула бронзові нагороди, а також Кубка африканських націй 2000 року у Гані та Нігерії, де разом з командою здобув «срібло».

## Титули і досягнення
- Чемпіон світу (U-16): 1985
- Чемпіон Африки (U-21): 1987
- Срібний призер Кубка африканських націй: 2000
- Бронзовий призер Кубка африканських націй: 1992